# Seitenleitwerk
Das Seitenleitwerk (englisch vertical stabilizer) ist die senkrechte Leitwerkfläche, meist am Heck eines Flugzeugs, Hubschraubers oder eines anderen aerodynamisch gesteuerten Fahrzeugs. Es besteht in der Regel aus der feststehenden Seitenflosse, deren Aufgabe die passive Verbesserung der Richtungsstabilität ist, und dem beweglichen Seitenruder, das zur Steuerung um die Hochachse (Gierachse) verwendet wird. Es gibt Ausführungen mit einem, zwei (Doppelleitwerk) oder drei Seitenleitwerken.
Das Seitenleitwerk kann auch, kombiniert mit dem Höhenleitwerk, als V-Leitwerk ausgeführt werden. Die Lockheed F-117 verwendet ein kombiniertes Höhen- und Seitenleitwerk, das komplett beweglich ist. Bei schwanzlosen Flugzeugen kann das oder die Seitenleitwerke zentral an der Flügelhinterkante oder an den Flügelspitzen angebracht sein. In früheren Zeiten war die Umrissform der Seitenleitwerke auch so etwas wie ein Markenzeichen des Herstellers (z. B. Arado oder De Havilland). Fluggesellschaften nutzen die Seitenleitwerke ihrer Flugzeuge zur Kennzeichnung mit dem Firmenlogo.

## Trivia
Die Boeing 314 (von 1938 bis 1941 produziert) war ein sehr großes Flugboot. Der erste Prototyp hatte eine einzelne Seitenflosse; sie wurde zur Verbesserung der Seitenstabilität durch ein Doppelseitenleitwerk ersetzt. Als sich auch das als unzureichend erwies, wurde eine dritte Seitenflosse (allerdings ohne Seitenruder) montiert.

## Bilder

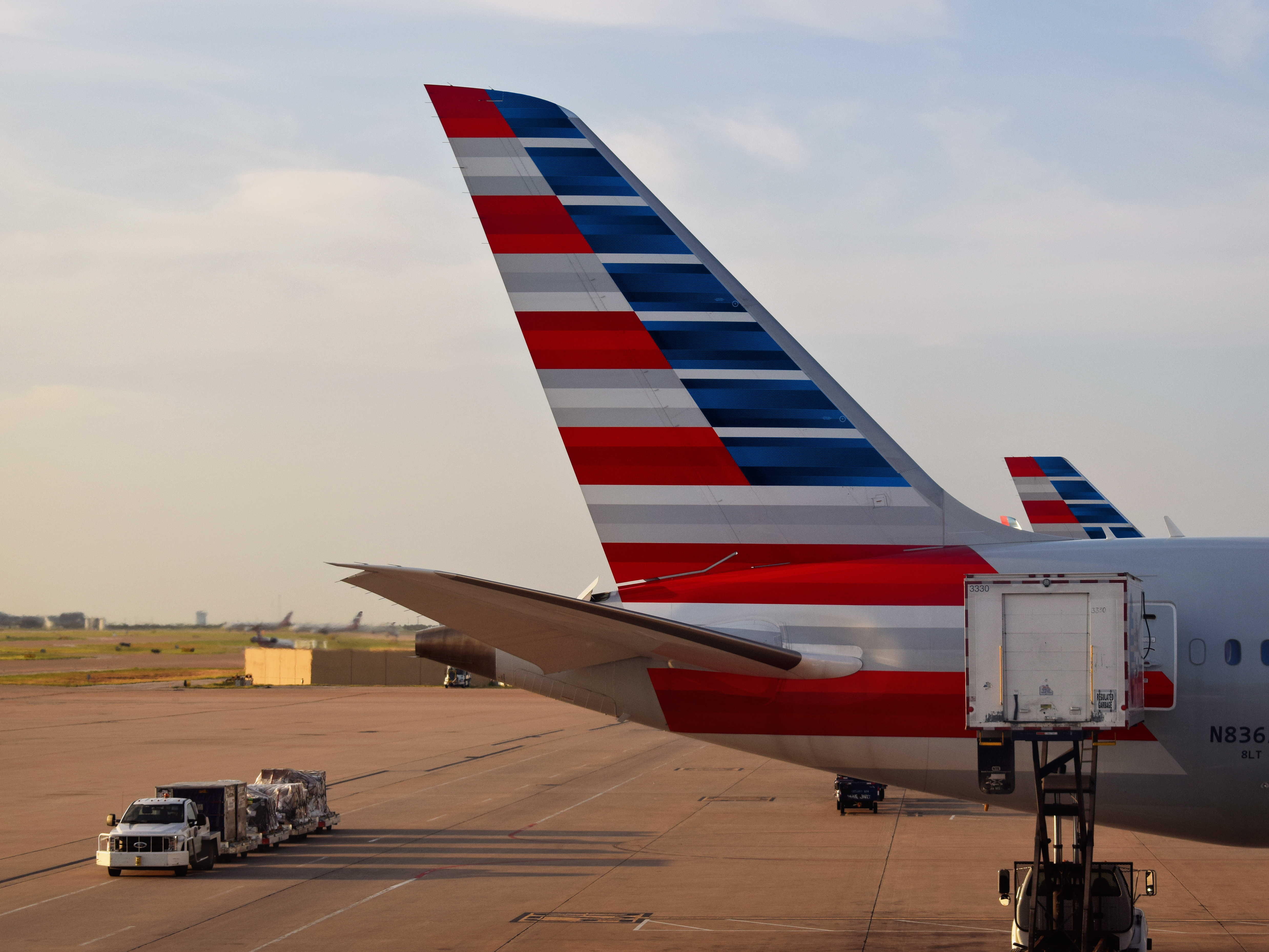
Seitenleitwerk einer Boeing 787-9 Dreamliner der American Airlines
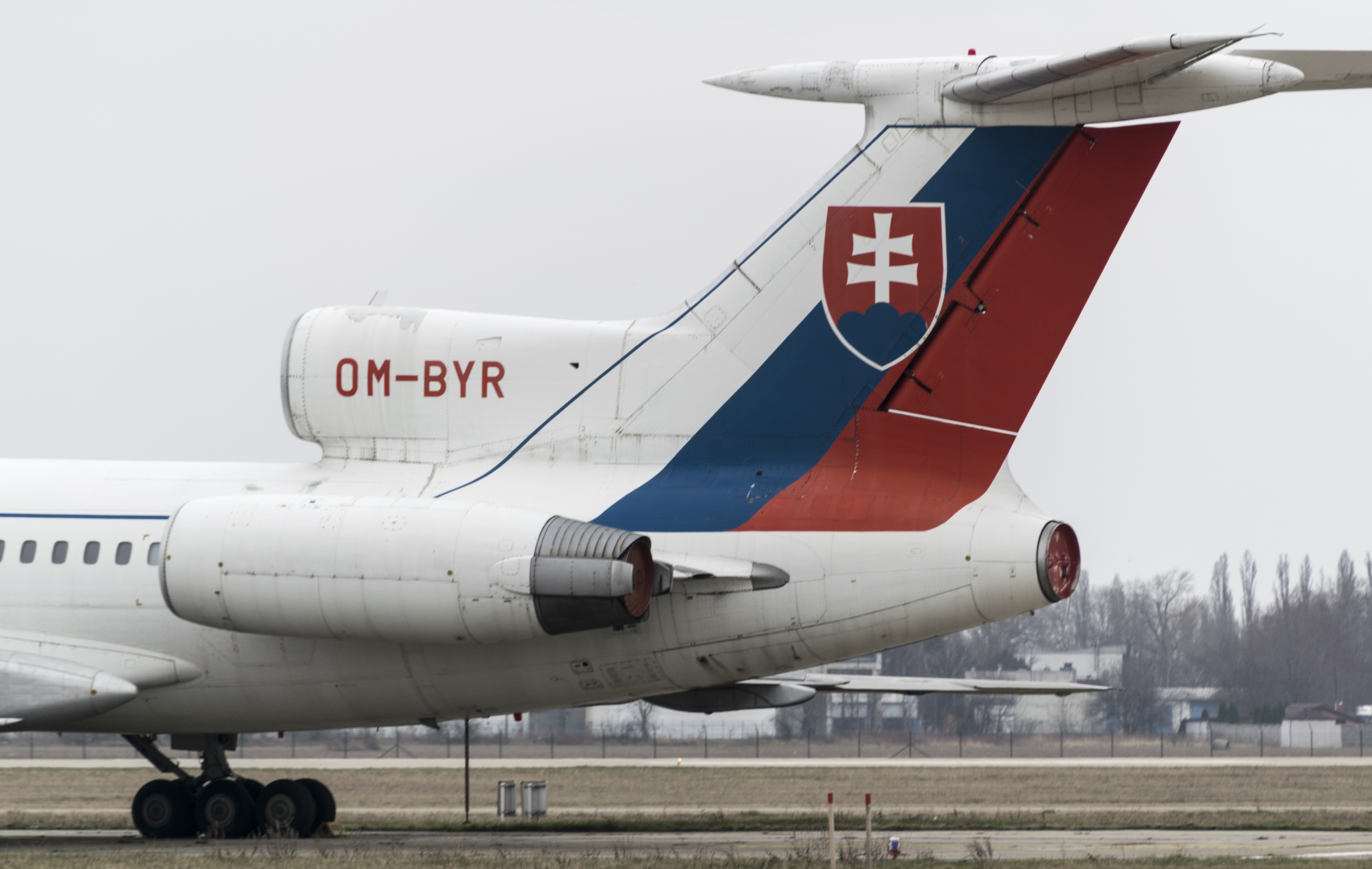
Leitwerk mit integriertem Triebwerk an einer Tu-154
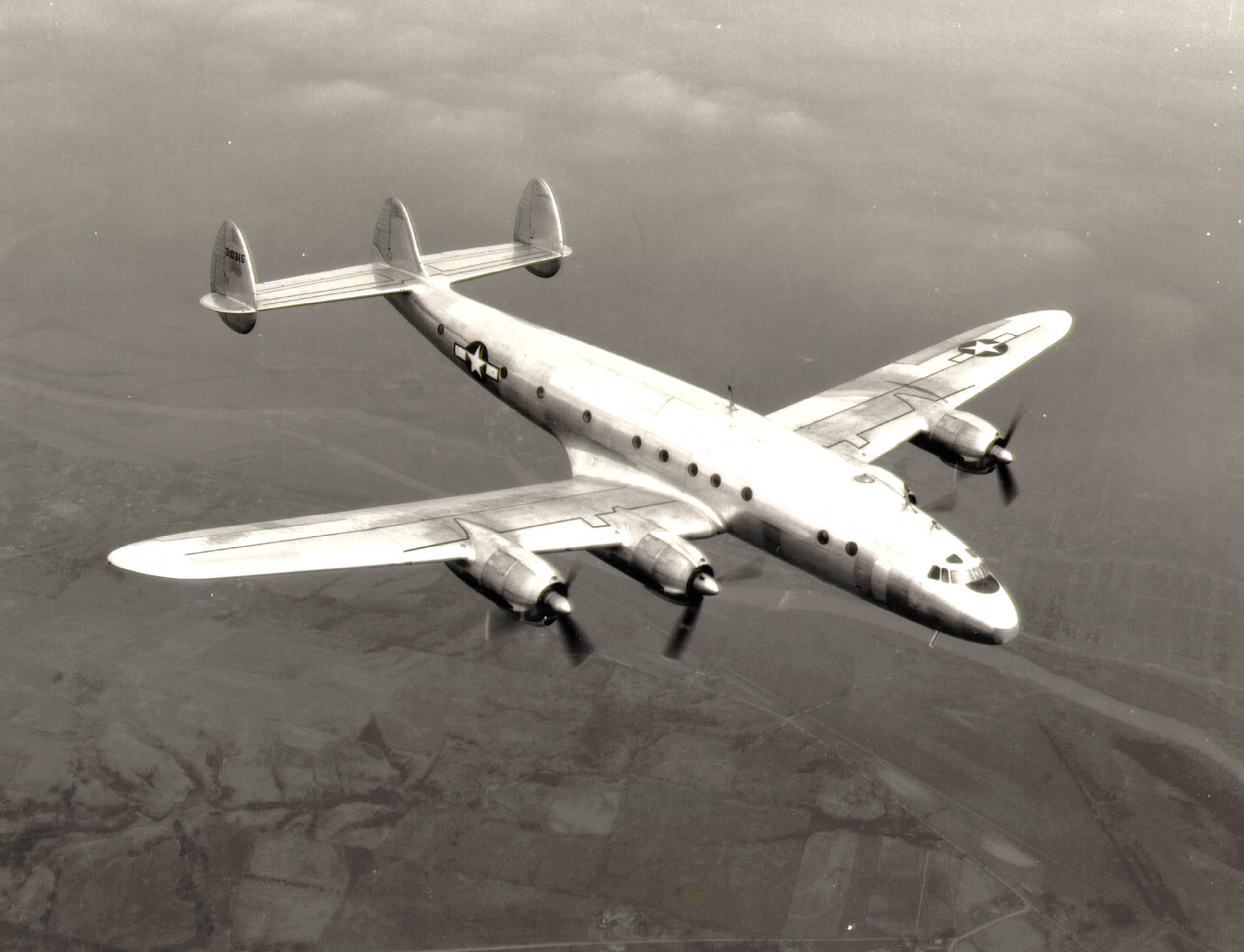
Drei Seitenleitwerke bei einer Lockheed Constellation
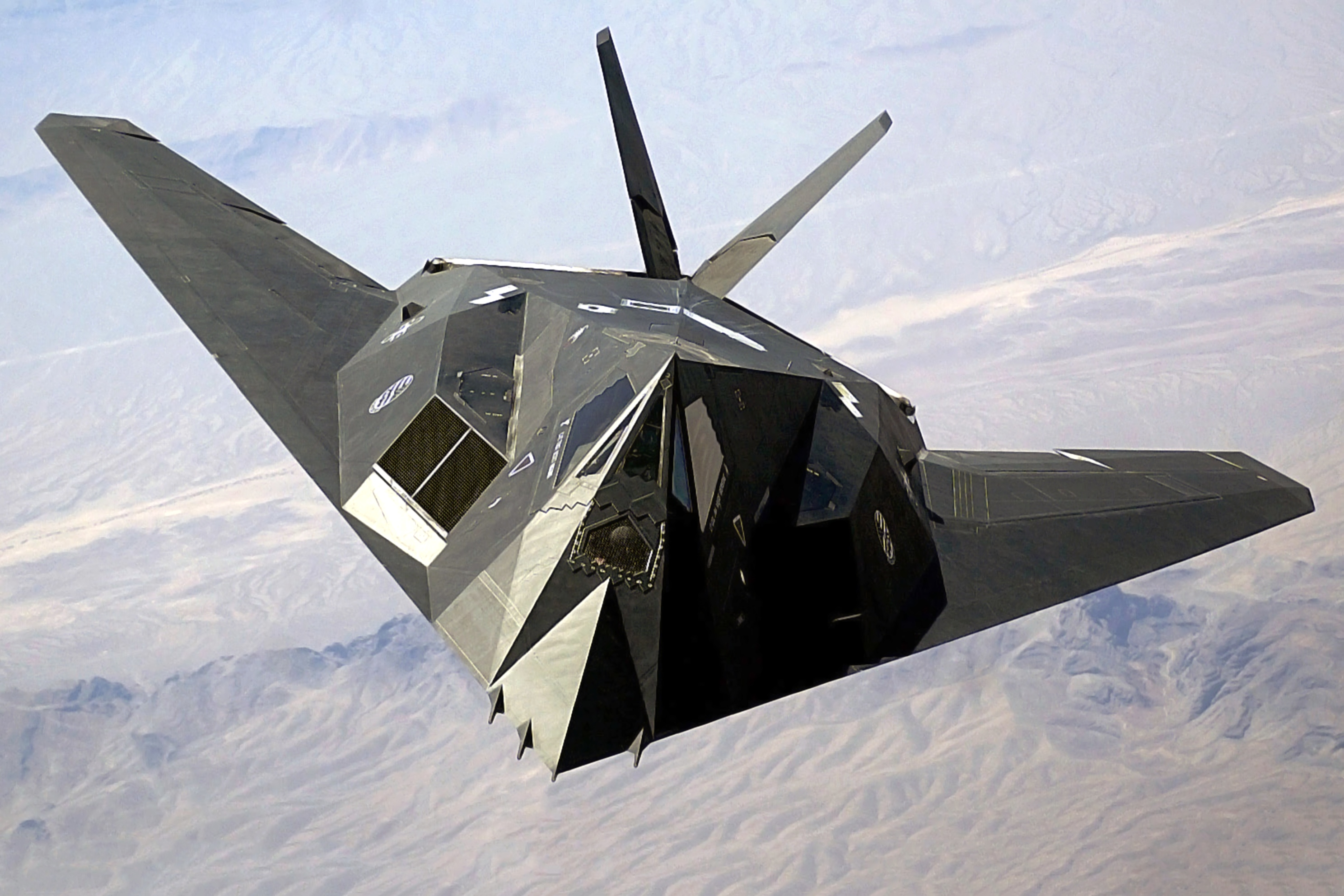
V-Leitwerk einer Lockheed F-117
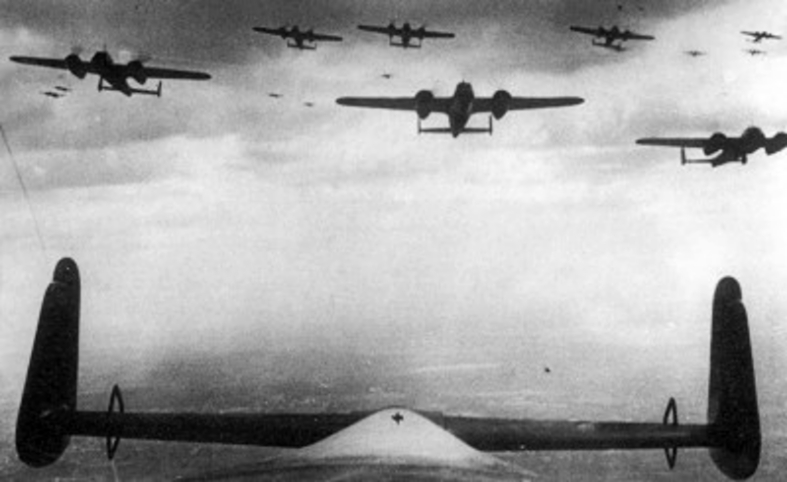
Dornier Do-17 1940 über England (Luftschlacht um England)
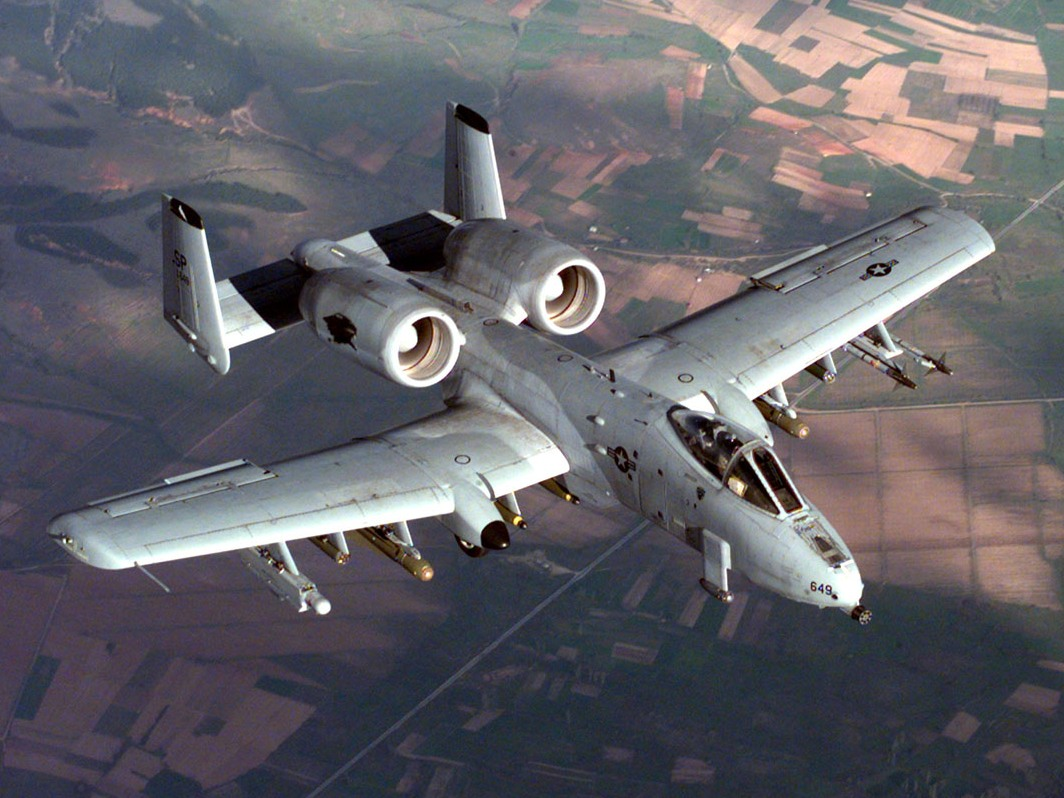
Das US-Erdkampf-Militärflugzeug Fairchild-Republic A-10 ('Warzenschwein' / 'Thunderbolt')
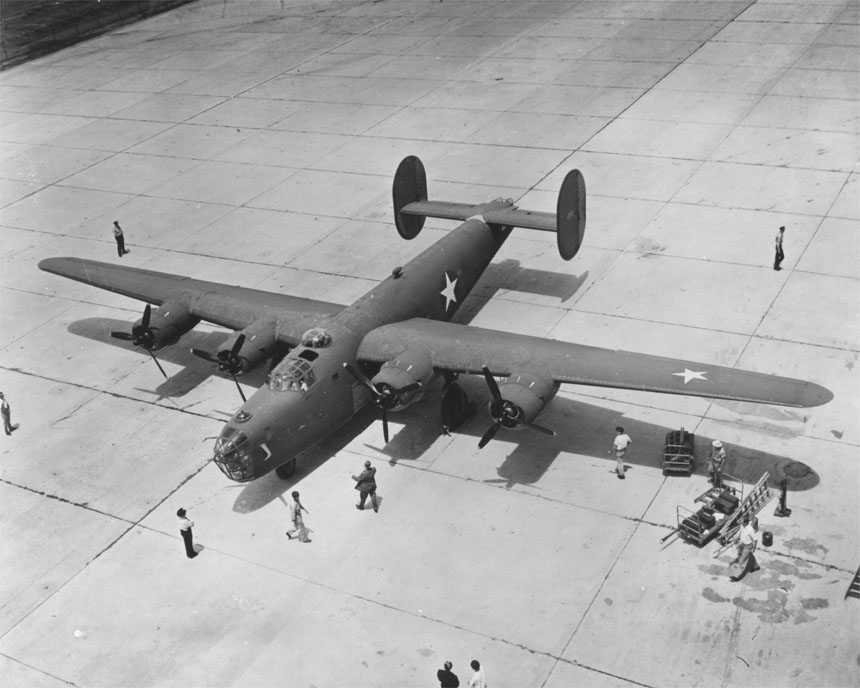
Die Consolidated B-24. B-24 und B-17 waren die wichtigsten strategischen Bomber der USAAF im Zweiten Weltkrieg
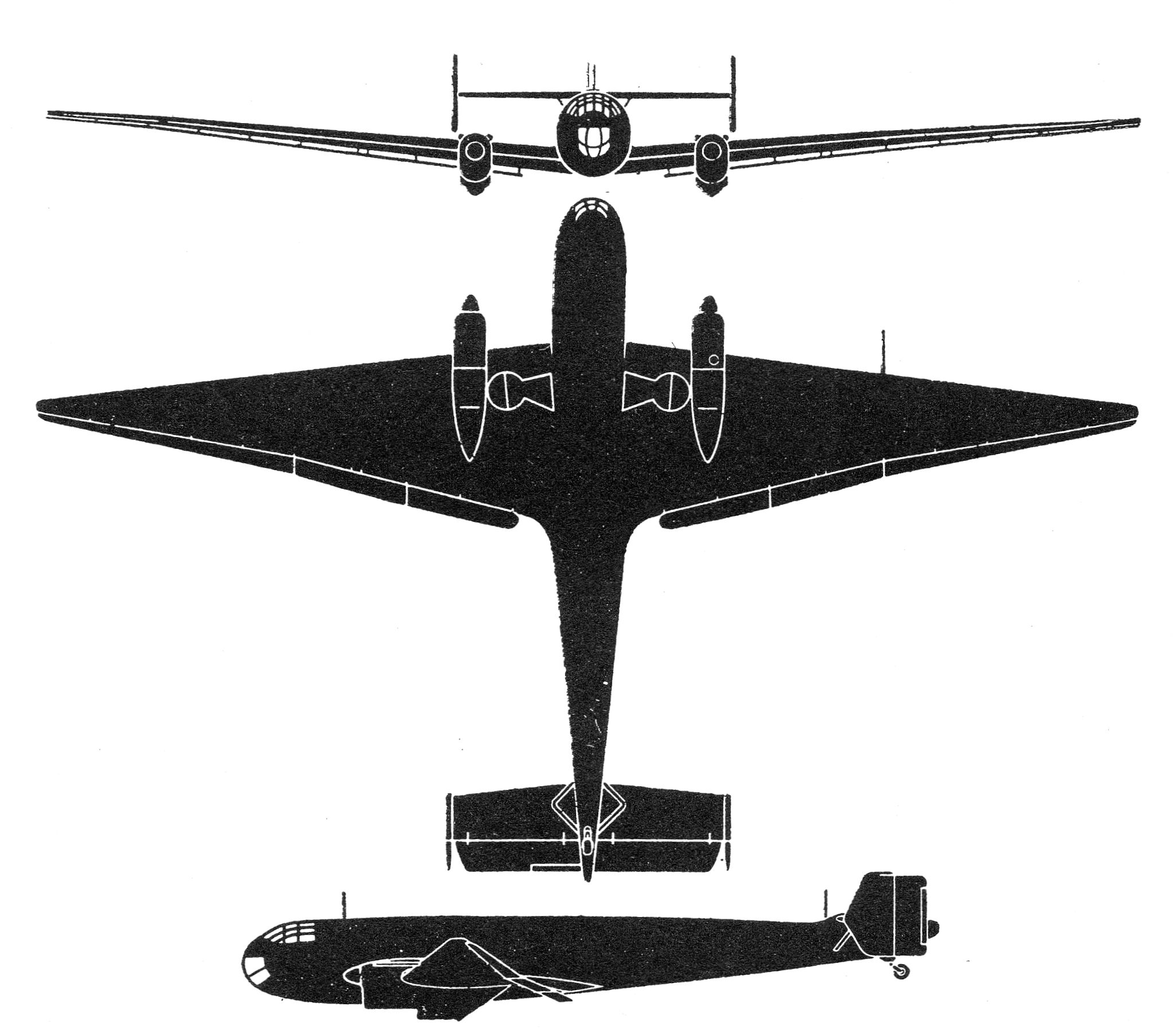
3-Seitenriss der Ju 86 P